# ۱۳۲۵ (خورشیدی)
۱۳۲۵ هزار و سیصد و بیست و پنجمین سال هجری خورشیدی سالی کبیسه است.

## رویداد ها
- ۲ فروردین (۲۲ مارس ۱۹۴۶) ـ اعطای استقلال به ماورای اردن از طرف بریتانیا. سه سال بعد این کشور نامش را به اردن تغییر داد.
- ۱ خرداد (۲۲ مهٔ ۱۹۴۶) ـ تأسیس پادشاهی ماورای اردن
- ۲۱ آذر - خروج کامل شوروی از ایران تا ۲۱ آذر، اعلام سرکوب و فروپاشی دولت فرقه دموکرات آذربایجان، توسط ارتش شاهنشاهی ایران در تبریز و بازگشت آذربایجان به خاک ایران

تاریخ نامعلوم
- انتخاب محمدتقی بهار به وزارت فرهنگ ایران
- انتشار اولین جلد لغتنامهٔ دهخدا
- محمدرضا شاه پهلوی پرواز آزمایشی از فرودگاه مهرآباد به فرودگاه دوشان‌تپه انجام داد و گواهی‌نامهٔ خلبانی دریافت کرد.[۱]
- تأسیس پانزده فدراسیون ورزشی[۲]

## زادروزها
- ۵ فروردین - فیروز نادری، دانشمند ایرانی - آمریکایی، ناسا
- ۹ فروردین - کسری وفاداری، پژوهشگرِ فرهنگ و تاریخ، استادِ دانشگاه و فعالِ فرهنگی
- ۱۲ اردیبهشت - محمد موسوی، نوازنده نی
- ۲۳ خرداد - بابک بیات، آهنگساز موسیقی فیلم و ترانه (درگذشت۱۳۸۵)
- ۲۸ مرداد - مسعود بهنود، نویسنده و روزنامه‌نگار
- ۳ مهر - علی پروین، بازیکن فوتبال و مربی
- ۲ آبان - محمد گلریز، خواننده
- ۷ آبان - محمد محمدی نیک معروف به ری شهری، روحانی، سیاستمدار و نخستین وزیر اطلاعات جمهوری اسلامی ایران
- ۲۵ آبان - مهستی خواننده ایرانی (درگذشت ۱۳۸۶)
- ۱۲ آذر - کوروش یغمایی، موسیقیدان و بنیانگذار موسیقی راک
- ۱ دی - یوسف کلاهدوز، از فرماندهان نظامی سپاه پاسداران در جنگ ایران و عراق
- ۸ دی - افسانه نجم‌آبادی، نویسنده، پژوهشگر و استاد رشتهٔ مطالعات زنان، جنسیت و مطالعات تاریخی
- ۱۷ دی - محمدرضا لطفی، نوازنده تار و سه‌تار و آهنگ‌ساز (درگذشت ۱۳۹۳)
- ۲۷ بهمن - غزاله علیزاده، داستان‌نویس ایرانی،(درگذشت۱۳۷۵)
- ۱ اسفند - عمران صلاحی، شاعر، نویسنده، مترجم و طنزپرداز
- ۳ اسفند - هما میرافشار، ترانه‌سرا، شاعر
- ۲۳ اسفند - محمود ضرابی، خلبان (زاده ۱۳۲۵)

تاریخ نامعلوم
- سراج‌الدین کازرونی، وزیر مسکن و شهرسازی ایران از ۱۳۶۴ تا ۱۳۷۲
- محمد سعیدی کیا، وزیر مسکن و شهرسازی دولت محمود احمدی‌نژاد
- بهرام مشیری، نویسنده و محقق تاریخ.
- هوشنگ کامکار، موسیقیدان
- هادی نژادحسینیان، دیپلمات

## درگذشت‌ها
- شهریور - مستوره افشار، فعال حقوق زنان در جمعیت نسوان وطنخواه
- ۸ بهمن - سید علی قاضی، فقیه و عارف شیعه